# Strada nazionale 19 (Argentina)
La strada nazionale 19 (Ruta Nacional 19 in spagnolo) è una strada statale argentina che unisce le città di Santa Fe e Córdoba e le rispettive province.
Al 2019 erano stati raddoppiati e trasformati in autostrada i tratti compresi tra Santo Tomé e San Francisco e Córdoba e Río Primero.

## Percorso
Origina dall'intersezione con la strada nazionale 11 presso il sobborgo santafesino di Santo Tomè e termina presso la tangenziale di Córdoba.